# Gisenga (vattendrag i Burundi, Ruyigi)
Gisenga är ett vattendrag i Burundi.   Det ligger i provinsen Ruyigi, i den centrala delen av landet, 100 kilometer öster om huvudstaden Bujumbura.
Omgivningarna runt Gisenga är en mosaik av jordbruksmark och naturlig växtlighet. Runt Gisenga är det ganska tätbefolkat, med 207 invånare per kvadratkilometer.